# Лазарович Василь Васильович
Василь Васильович Лазарович (нар. 6 серпня 1981, с. Баня-Березів, Косівський район, Івано-Франківська область, УРСР) — український співак у стилі classical crossover.
Співак відзначається приємним, рідкісним тембром голосу — «оксамитовий» бас-баритон.

## Біографія
Василь Васильович Лазарович народився 6 серпня 1981 року в селі Баня-Березові Косівського району Івано-Франківської області.
Навчався у Прикарпатському національному університеті ім. Стефаника, здобув диплом вокаліста (2002). Станом на початок 2010 року навчався на 5 курсі Національної музичної академії України ім. Чайковського (вступив у 2005 році). Перша популярність прийшла, коли зіграв роль Олександра II в мюзиклі «Екватор» в Київській опереті.
Відтоді кар'єра отримала розвиток:
- у 2004 році — протягом року був у Білорусі солістом відомого оркестру під керівництвом Михайла Фінберга; виступив на конкурсі «Слов'янський базар» (м. Вітебськ, Білорусь);
- у 2007 році — 9-е місце на конкурсі «Нова хвиля» в Юрмалі (Латвія).
- У 2009 році Василь Лазарович переміг у Національному відборі України на "Євробачення", шляхом одноголосного вибору Національної Ради Телекомпанії, згідно з затвердженою процедури конкурсу  офіційного мовника EBU за регламентом. Вибір Телекомпанії у сторону співака був вмотивований постійною підтримкою Василя усіх всеукраїнських культурно-мистецьких проектів країни з набуттям народної популярності і популяризацією української пісні як в Україні, так і за її межами.
- У 2010 році у зв'язку зі зміною влади у країні та, відповідно, зміною керівництва Національної Телекомпанії, кандидатуру Василя Лазаровича було скасовано і проведено Загальнонаціональний Відбір, у якому співак взяв участь і зайняв 7 місце[2][3].
- У 2011 році Василь Лазарович створив концертну компанію "Grand Concert", яка створювала масштабні культурно-національні проекти та гастролі українських та зарубіжних артистів. Візитною карткою компанії став щорічний проект до Міжнародного Жіночого свята "Тобі Єдиній", у якому брали участь артисти чоловіки, виконуючи свої найпопулярніші хіти присвячені жінці у супроводі симфонічного оркестру.
- З 2016 року Василь Лазарович почав співпрацю з одним зі світових музичних лейблів і переїхав до Європи.

## Особисте життя
Василь Лазарович займається спортом: легка атлетика, карате і кікбоксинг. Грає на баяні та фортепіано.
Розлучений.

## Виноски
1. ↑  Василь Лазарович: «Навіть привезеш перше місце — все одно скажуть: купив».
2. ↑  Євробачення-2010: Україна визначила пісню, Росія — виконавця, інф. за 8 березня 2010 року від УНІАН
3. ↑  Альоша їде на Євробачення замість Лазаровича. BBC News Україна (укр.). 21 березня 2010. Процитовано 14 січня 2025.
4. ↑  Дмитренко Наталя Василь Лазарович: Я не шанувальник шансону. Представник України на «Євробаченні–2010» переконує, що не є маловідомим артистом, розповідає про підтримку Василя Онопенка й обіцяє представити своїх фінансових партнерів // «Україна Молода» № 17 за 29 січня 2010 року
5. ↑  Співак Василь Лазарович повідомив про розлучення з дружиною. KP.UA (укр.). Процитовано 14 січня 2025.